# Abraham van Aardenberg
Abraham van Aardenberg (* 1672 in Amsterdam; † 1717 in Amsterdam) war ein niederländischer Holzblasinstrumentenmacher. Er wird der Amsterdamer Schule von Instrumentenmachern zugerechnet.

## Leben
Abraham van Aardenberg lebte in Amsterdam. Er war ein Schüler des Holzblasinstrumentenmachers Richard Haka. Am 5. November 1697 heiratete er Louisa van Wesseling. Danach zog er von der Herengracht in die Nieuwe Spiegelstraat und machte sich 1698 selbständig. Er stellte bis zu seinem Tod 1717 Traversflöten, Blockflöten, Oboen und Fagotte her.

## Instrumente (Auswahl)
- Das Rijksmuseum Amsterdam besitzt sechs von van Aardenberg gefertigte Instrumente: drei Altblockflöten, zwei Sopranblockflöten und eine Oboe.[5][6]
- Das National Music Museum der University of South Dakota besitzt eine von van Aardenberg gefertigte Altflöte und eine Oboe.[7]
- Die Klingende Sammlung des Zentrums für historische Musikinstrumente in Bern besitzt eine von van Aardenberg gefertigte Oboe.[8]

## Digitalisate
1. ↑  Ter bruyloft van monsieur Abraham van Aardenberg, en mejuffrouw Louisa van Wesseling als Digitalisat bei Google books.